# エンコテウティス
エンコテウティス（学名: Enchoteuthis）は、白亜紀、アルビアンからカンパニアンにかけて生息していた非常に大型の頭足類の属。以前トゥソテウティス・ロンガ（学名: Tusoteuthis longa）と命名されていた同科の種は、ホロタイプの保存状態の悪さから2019年に疑問名とされ、知られる限り最大の標本を含むより良く保存された標本はエンコテウティス属に属する可能性が高いとされるようになった。巨大なイカとして復元されることが多いが、八腕形上目タコ目に含まれる、現生のタコに近縁の頭足類である。化石は甲（en:Gladius (cephalopod)）からのみ知られている。最大級の標本の推定外套長は約2mとなり、ダイオウイカに匹敵すると考えられる。

## 名称
属名Enchoteuthisはギリシア語のenchos（槍）とteuthis（イカ）を合成したもの。

## 化石
タイプ種E. melanaeのタイプ標本（甲）はカンザス州のニオブララ累層から知られており、保存された化石の長さは21.5cmほどである。タイプ標本の甲はスペード状の幅広い部分（patella）のみが保存されており、細長く針状になっている部分（free median field）は欠けている。その他にもオーストラリアのクイーンズランド州、アメリカ合衆国のサウスダコタ州、ノースダコタ州、コロラド州、ワイオミング州、カナダのマニトバ州やブリティッシュコロンビア州から、アルビアンからカンパニアンの範囲で知られる。
大型の軟体動物であるため、軟体部は保存されておらず不明。

## 分類

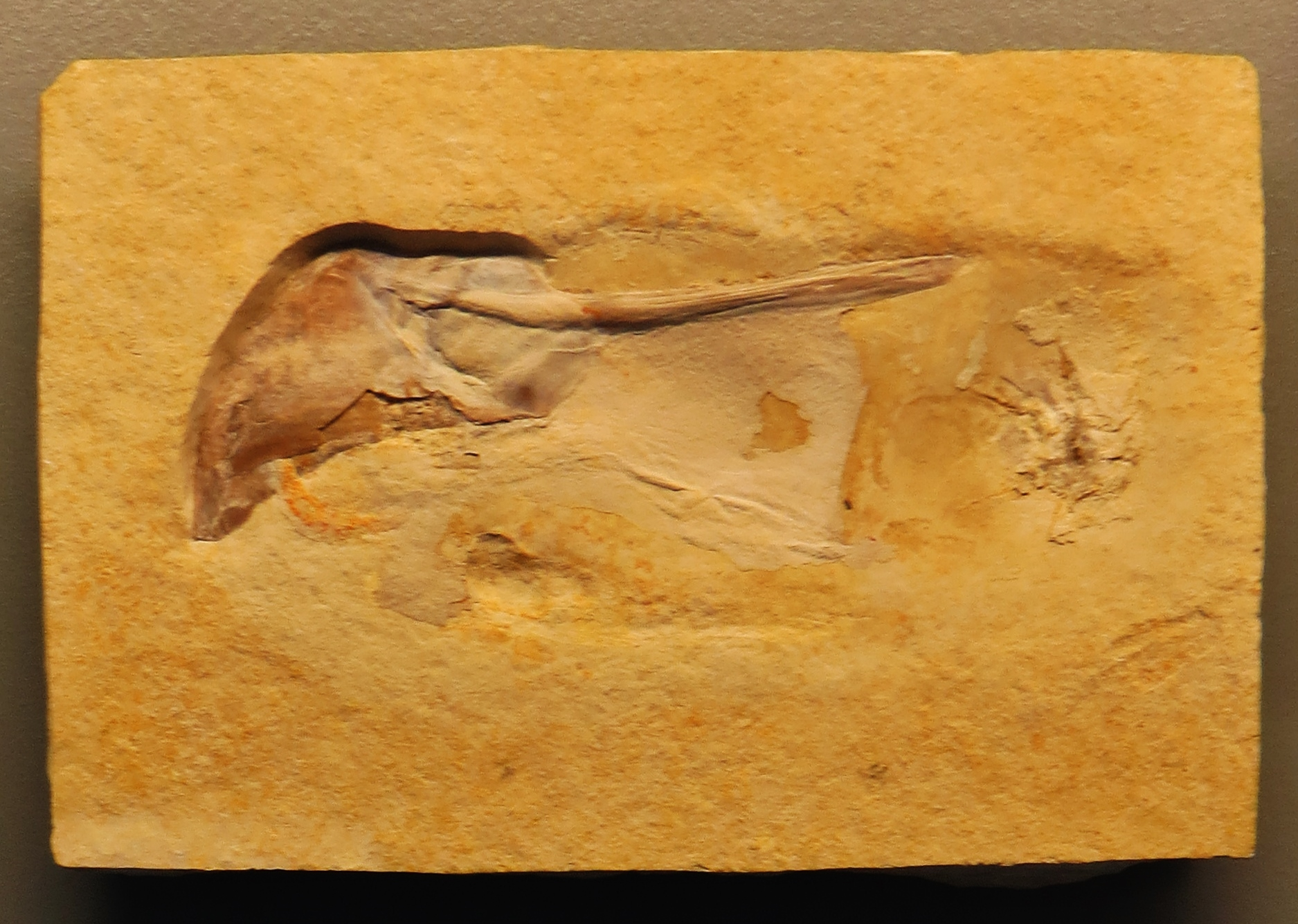
軟体部が知られるMuensterelidae科の一種、Muensterella scutellarisの化石

エンコテウティスはタコ目のMuensterellidae科に含まれる。同科はジュラ紀に出現し、ゾルンホーフェン石灰岩などから軟体部の状態が知られるムエンステレラ（Muensterella）などの種が知られている。Muensterellidae科含むTeudopseina亜目はタコ目のステムグループであるとされている。軟体部が知られる種は、タコのように8本の腕を持っており、イカのように鰭を持つ。（頭足類の体）
Enchoteuthinae亜科はエンコテウティス（Enchoteuthis）属のほか、トゥソテウティス（Tusoteuthis）属とニオブララテウティス（Niobrarateuthis）属が記載されている。ただし、トゥソテウティス属は疑問名である可能性が高いとされるようになった（後述）。
Enchoteuthis属は2020年時点でE. melanae（タイプ種）、E. tonii、E. cobbaniの3種が記載されており、うちE. toniiはMuensterella属として、E. cobbaniはTusoteuthis属として記載された。

## 「トゥソテウティス」

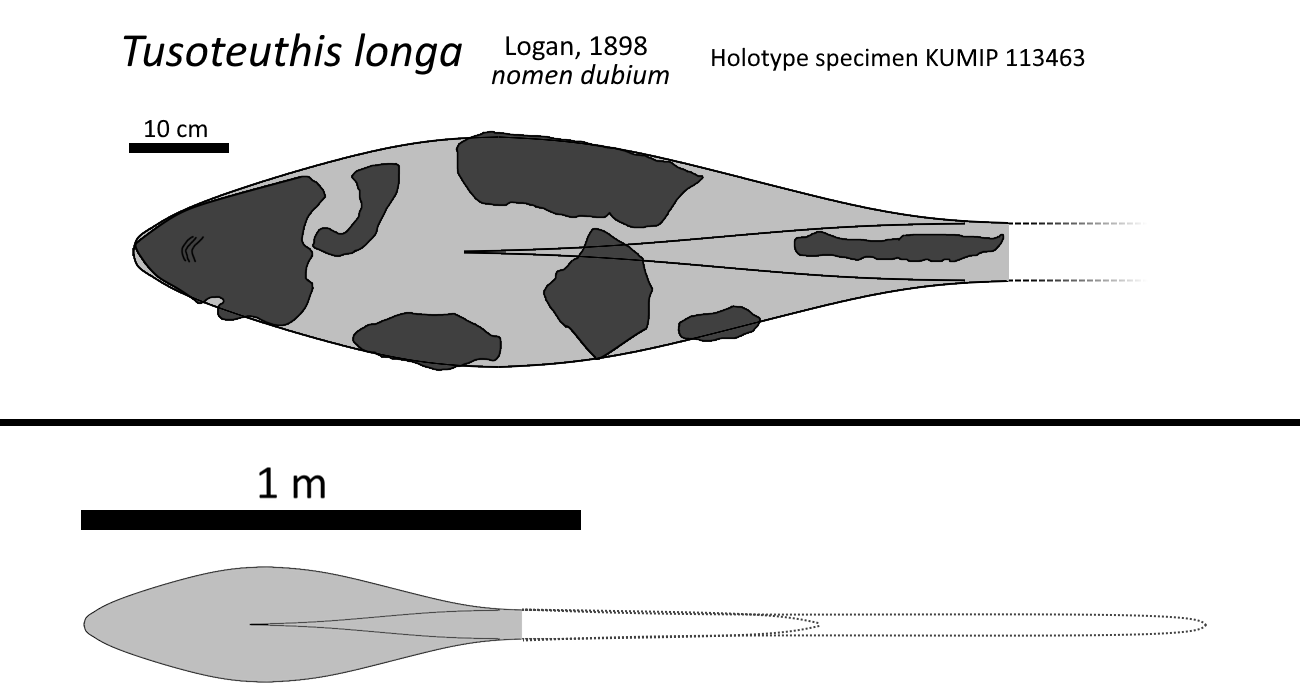
Tusoteuthis longaのタイプ標本の解釈図、実際の化石要素は濃い灰色で示される

1898年に記載されたトゥソテウティス・ロンガ（Tusoteuthis longa）はMuensterellidae科の中でも最も初期に記載された種であり、以降発見された同科の大型標本にもトゥソテウティスとして記載されたものが多く存在している。しかし、ホロタイプ標本は粉砕されており、診断が非常に困難であり、疑問名である可能性が高いとされるようになった。最大級のものを含む、「トゥソテウティス」の標本は暫定的にエンコテウティスのものとして扱われる。

## 大きさ

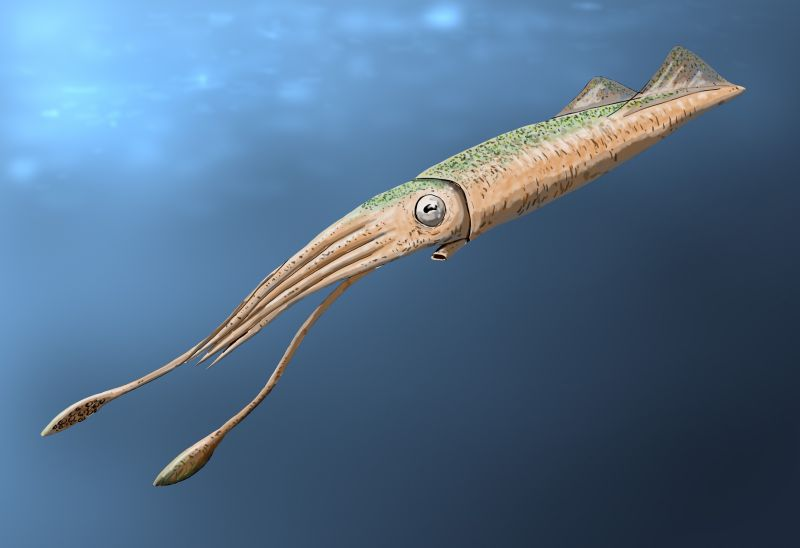
イカのような体を持つトゥソテウティスの旧復元

トゥソテウティスとして記載され、後にエンコテウティスとして扱われるようになった標本NDGS 241は、保存されている限り1.87mにもなる甲の化石であり、外套長は2mに達すると推測されている。トゥソテウティスおよびエンコテウティスはかつて「巨大なイカ」として扱われ、ダイオウイカなどの現生の大型種のような長い腕を持つと考えられており、全長は最大10.7mに達するという推測もあった。しかし、Muensterellidae科は実際にはタコと同じ八腕類であり、軟体部が知られる他の種から推測すると、外套長に対して腕は短く、全長は3m程度であった可能性が高い。

## 古生態学

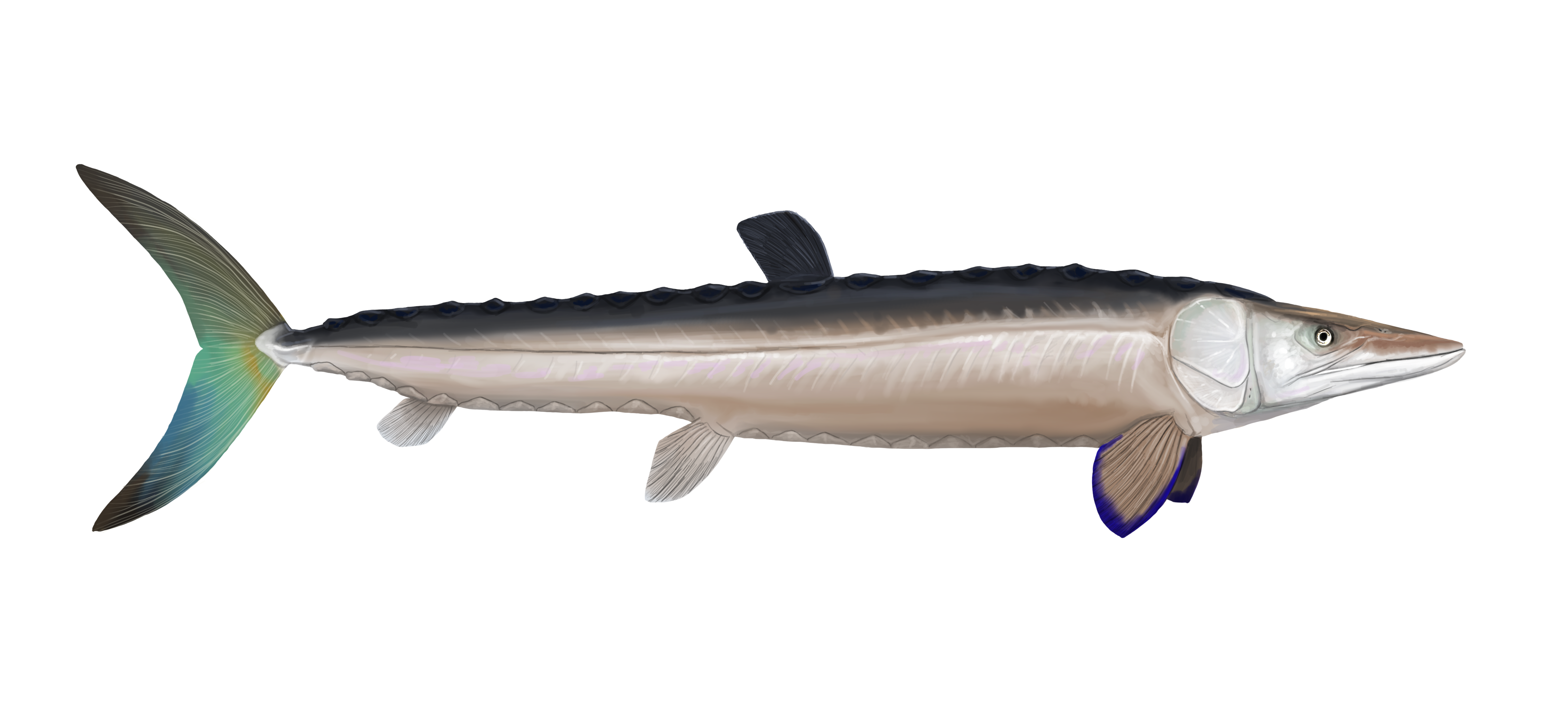
キモリクティスの復元図

Muensterellidae科の種は現生しないものの、軟体部が知られる近縁種や甲の形状から、現生の類似した頭足類に基づいて生態の推測がされている。Muensterellaのような初期の種は現生のダンゴイカやコウイカのような待ち伏せ型捕食者であった可能性が高いとされるが、エンコテウティスなどEnchoteuthinae亜科に含まれる種は、活発な捕食者であったと推測されている。
ニオブララ累層からは、トゥソテウティスとして記載された甲の化石が1.5mほどのヒメ目の魚類キモリクティス（Cimolichthys）の体内から発見されている。また、大型の個体はティロサウルスのような大型のモササウルス類に捕食されていたと考えられている。